# Халіль Джебран
Халіль Джебран (араб. جبران خليل جبران , англ. Kahlil Gibran — Каліл Джібран; 6 січня 1883, Бішарі, Османська Сирія — 10 квітня 1931, Нью-Йорк, США) — ліванський і американський філософ, художник, графік, скульптор, поет і прозаїк. Видатний арабський письменник і філософ XX століття.

## Біографія
Халіль Джебран народився 6 січня 1883 року у збіднілій християнській родині у невеликому гірському селищі Бішарі на півночі Лівану (Ліван тоді входив в межі Сирії, Османської імперії). Він рано, з дитячих літ спізнав тягар бідності й нужди. Коли Джебрану було 12 років, його батьки вирішують шукати кращої долі за океаном. 1895 року сім'я емігрує до США і поселяється на околиці міста Бостон у найбіднішому китайському кварталі. Помітивши талант свого сина до мистецтва, батьки віддають молодого Халіля до Школи мистецтв. Паралельно талановитий юнак бере приватні уроки у різних художників Бостона. Щоб дати сину належну освіту, сім'я 1898 року повертається в Бейрут — столицю Лівану. Там талановитий юнак навчається в «Училищі Мудрості» — Мадрасат-аль Хікма. 1902 року Халіль знову від'їжджає до Бостону.
У 1904—1905 pp. фортуна нарешті посміхнулась молодому літератору, він одержує перший літературний досвід: у Нью-Йорку друкуються його перші твори арабською мовою: «Видіння» і «Вогненні букви». А в «Студії Дея» відбувається перша презентація його художніх робіт, після якої він одержує путівку в Париж. Тут, у Парижі, в самім серці Франції, він удосконалює талант художника у Школі красних мистецтв й Академії Жуліон. З 1910 р. Джебран знову в Нью-Йорку. Саме на Нью-Йорк припадає найкраща, золота пора цвітіння його творчого генія. Тут одна за одною виходять книги арабською мовою: «Зламані крила» (1912), «Сльоза і посмішка» (1914), «Пророк» (1924) та інші. Саме книга «Пророк» відкриває просвітлений геній Джебрана.
Прекрасно володіючи мистецтвом ілюстрації, свої книги Джебран ілюструє сам, так само, як і його англійський колега Вільям Блейк.
З 1918 року Джебран стає двомовним письменником: пише свої твори двома мовами: арабською та англійською.
Книга Пророк перекладена більш як ста мовами народів світу.

## Твори
- У 1904 році Халіль Джебран починає писати статті в арабській газеті «Емігрант» (Al-Mouhajer).
- 1906 — «Німфи долини» (Arayis Al-Muruj).
- 1908 — «Духовне повстання» (Al-Arwah Al-Mutamarridah).
- 1912 — «Зломані крила»
- 1914 — «Сльоза і посмішка»
- 1924 — найвідоміша книга Джебрана «Пророк».
- 1928 — «Ісус, син людський»
- 1933 — «Сад пророка».

## Переклади українською мовою
- Халіл Джебран. Пророк: Книга поем / З англ. пер. Павло Насада // Журнал «Всесвіт» 1995. — № 1.
- Халіл Джебран. З книги афоризмів «Пісок і піна» / З англ. пер. Павло Насада // Журнал «Всесвіт» 1996. — № 7.
- Gibran Kahlil Gibran. The Prophet. Уляна Письменна. Слово Пророка / Віршований парафраз укр.мовою. К., Укр.письменник, 2014.
- Халіл Жибран. Пророк. пер. з англ. О. Гладкий. — Львів: Свічадо, 2016. — 112 с.